# Vlado Janžič
Vlado Vladislav Janžič, slovenski učitelj, politik in športni delavec, * 11. oktober 1936, Frajhajm, † 2016. 
Janžič je bil v drugi polovici 1980. let predsednik skupščine in generalni direktor RTV Ljubljana.
Šolanje: učiteljišče v Mariboru,1954, Visoka šola za politične vede v Ljubljani, 1963. 
Službovanje: učitelj v Prekmurju (Odranci in ČrenŠovci), politik v Prekmurju - M.Sobota (občinski sekretar ZKS); Ljubljani (član sekretariata in nato tudi predsestva CK ZKS, odgovoren za kadre ter mdr. predsednik sveta FSPN v Ljubljani in v tej vlogi odgovoren za dokončanje že začetih "čistk" na fakulteti sredi 70. let) in poslanec v Skupščini SR Slovenije; v Beogradu (sekretar Predsedstva ZKJ za mednarodne odnose in poslanec v Skupščini SFRJ-družbenopolitični zbor, svet za mednarodne odnose, od 1984/85 (poklicni) predsednik skupščine in 1986-90 generalni direktor RTV Ljubljana. V tem času so na RTV Ljubljana bile izvedene mnoge kvalitativne razvojne spremembe, tako na tehnološkem kot organizacijskem in programskem področju. Po prihodu Demosa na oblast bil prisilno? upokojen.
Deloval tudi kot športni delavec: mdr. kot predsednik Letalskega kluba v M. Soboti; predsednik Namiznoteniške zveze Jugoslavije, organizator svetovnega prvenstva SPENS v Novem Sadu; predsednik kolesarske zveze Slovenije.
Kot izvršni sekretar za mednarodne odnose pri CK ZKJ je bil pobudnik in organizator sodelovanja političnih organizacij Jugoslavije s socialističnimi, socialdemokratskimi in drugimi strankami ter raznimi narodnoosvobodilnimi gibanji v Evropi in svetu.